# Outer Wilds
Ne pas confondre avec The Outer Worlds, autre jeu vidéo paru en 2019.
Outer Wilds est un jeu vidéo de simulation d'exploration spatiale, sorti en mai 2019 sur Microsoft Windows, Nintendo Switch, Xbox One et PlayStation 4. Édité par Annapurna Interactive, il est d'abord développé par la Team Outer Wilds, puis par Mobius Digital.
Le joueur y incarne un jeune extraterrestre lors de sa première journée de travail en tant qu'astronaute. Chargé par l'observatoire spatial de son corps céleste de naissance de baliser le système planétaire de son univers, il découvre de planète en planète les traces d'une civilisation inconnue et à la technologie avancée. Outer Wilds a la particularité de se pratiquer en parties d'une vingtaine de minutes, puisque le protagoniste est bloqué dans une boucle temporelle qui se renouvelle immanquablement et voit le soleil se transformer en supernova puis exploser fatalement.
Outer Wilds reçoit un accueil critique unanimement positif et plusieurs distinctions de jeu vidéo de l'année ; il devient notamment lauréat de nombreux prix professionnels, dont le Grand Prix Seumas McNally (soit le prix du meilleur jeu vidéo indépendant) à l'Independent Games Festival, récompense majeure des jeux sortis l'année précédente, et le BAFTA du meilleur jeu de l'année 2019. Outer Wilds est désormais considéré comme l’un des meilleurs jeux vidéo de tous les temps,,.
Une extension nommée Echoes of the Eye lui est ajoutée en septembre 2021, proposant un astre supplémentaire dont le joueur est chargé d'explorer l'histoire et les spécificités physiques.

## Système de jeu
Le joueur est invité à partir sur les traces d'une civilisation disparue appelée Nomaï, étant le premier à disposer d’un outil permettant de traduire leur langue,,. Pour cela, il doit explorer les différentes planètes d'un système planétaire à l'aide d'un vaisseau spatial et d'une combinaison équipée de propulseurs et d'un système respiratoire à oxygène.
Toutes les découvertes du joueur sont consignées dans un journal de bord accessible depuis l'habitacle de son vaisseau.
Après une phase de tutoriel, le joueur est invité à réaliser son tout premier décollage depuis sa planète natale d'Âtrebois. Il découvre rapidement qu'il est bloqué dans une boucle temporelle puisque après chaque mort il se réveille systématiquement à son point de départ, juste avant son embarquement. Il semble être le seul à s'en rendre compte. Hormis ses notes consignées dans son journal de bord, tout est revenu comme à la nuit de son départ.
S'il ne meurt pas avant, le joueur pourra se rendre compte que le soleil est en train de se transformer en géante rouge. Ce dernier finira par se contracter puis exploser en une supernova, engloutissant tout sur son passage et précipitant la mort du joueur et son retour au début du jeu. La supernova arrive irrémédiablement après vingt-deux minutes de jeu.
Le joueur ne peut alors explorer le système que pendant ces vingt-deux minutes, utilisant des informations qu'il aura pu trouver lors de ses précédentes expéditions. En visitant les astres de ce système à différents moments, il pourra en apprendre plus sur l'origine et la disparition des Nomaï.
En dehors de son vaisseau, le joueur peut revêtir une combinaison spatiale équipée d'une réserve d'oxygène et de carburant utilisé pour alimenter ses propulseurs. Le joueur dispose d'une quantité limitée d'oxygène et de carburant qu'il peut réapprovisionner à l'intérieur de sa fusée ou en trouvant d'autres sources au cours d'une exploration. Si le carburant vient à manquer, la combinaison utilisera l'oxygène pour se propulser. Si l'oxygène vient à manquer et que l'atmosphère n'est pas respirable, le joueur meurt et réapparait au camp de départ.
Le jeu manipule plusieurs concepts complexes, avec lesquels le joueur doit se familiariser pour parvenir à la solution : les orbites des planètes autour de l'étoile, et des lunes autour des planètes, les effets quantiques de probabilité de présence, l'inertie des objets en apesanteur, etc. Par ailleurs, la musique et les sons jouent un rôle important dans le jeu, même s'ils ne sont pas centraux.

## Développement

### Production

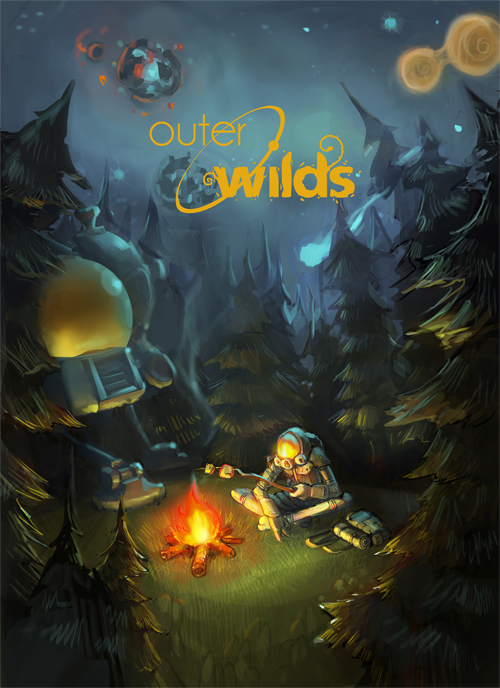
Affiche du jeu en cours de développement pour la version parue en 2015. À sa sortie, Outer Wilds utilisera notamment un logo différent.

En fin d'année 2012, Alex Beachum commence à travailler sur Outer Wilds en tant que sujet de mémoire de maîtrise dans le cadre de ses études à l'école USC Interactive Media & Games Division (en). Par la suite, le jeu évolue pour devenir un jeu à part entière et être commercialisé. C'est en déposant sa candidature dans cette école qu'il décide de faire carrière dans le jeu vidéo, il n'en avait pas l'intention avant cela.
Le jeu est conçu en utilisant le moteur de jeu Unity3D. Lors du développement, des prototypes en papier ainsi qu'une version en jeu de société sont d'abord réalisés afin d'éprouver les structures narratives du jeu. Plus tard, une version textuelle est également réalisée en Java pour accélérer ces tests.
En ayant pour modèle Apollo 13 et 2001, l'Odyssée de l'espace, Beachum a d'abord pour volonté de recréer un « esprit d'exploration spatiale » dans un monde incontrôlable. Cette idée l'amène à imaginer un système solaire qui changerait radicalement dans une période de temps très courte, mais rejouable. De plus, il souhaite concevoir une expérience dans un monde ouvert où l'exploration sera entièrement motivée par la quête de réponses sur le monde dans lequel le joueur évolue. En particulier, il refuse l'idée de donner des objectifs explicites au joueur, mais il veut cependant que le joueur sache toujours quoi faire.
Pendant que Beachum travaille, difficilement, à réunir ces deux idées, un de ses collègues lui suggère de réaliser un « prototype émotionnel » pour déterminer l'ambiance du jeu. Ce prototype prend la forme d'une simulation où le joueur est invité à griller des guimauves sur un feu de camp en assistant à l'explosion d'un soleil. Beachum s'inspire également de ses expériences personnelles pour d'autres parties du jeu ; l'esthétique « camping dans l'espace » vient de sa passion pour la randonnée. Les boucles temporelles sont imaginées pour rendre la répétition de courtes sessions d'exploration cohérente avec l'univers. Le jeu emprunte également au jeu The Legend of Zelda: The Wind Waker dans lequel des personnages racontent au joueur des histoires sur des lieux lointains, l'incitant à parcourir le monde pour les découvrir par lui-même.
L'équipe de développement s'inspire également de The Legend of Zelda: Majora's Mask, notamment pour la musique qui précède de 2 minutes l'explosion du soleil, faisant écho au thème marquant l'imminence de l'impact de la lune dans Majora's Mask. Bien qu'il reconnaisse des similitudes évidentes entre les deux jeux, notamment sur leur utilisation des boucles temporelles, Beachum estime qu'elles sont exploitées de deux manières très différentes. Là où elles permettent de « jouer avec la causalité » dans Majora's Mask, il explique qu'elles servent plutôt à « créer des systèmes dynamiques à grande échelle » dans Outer Wilds.

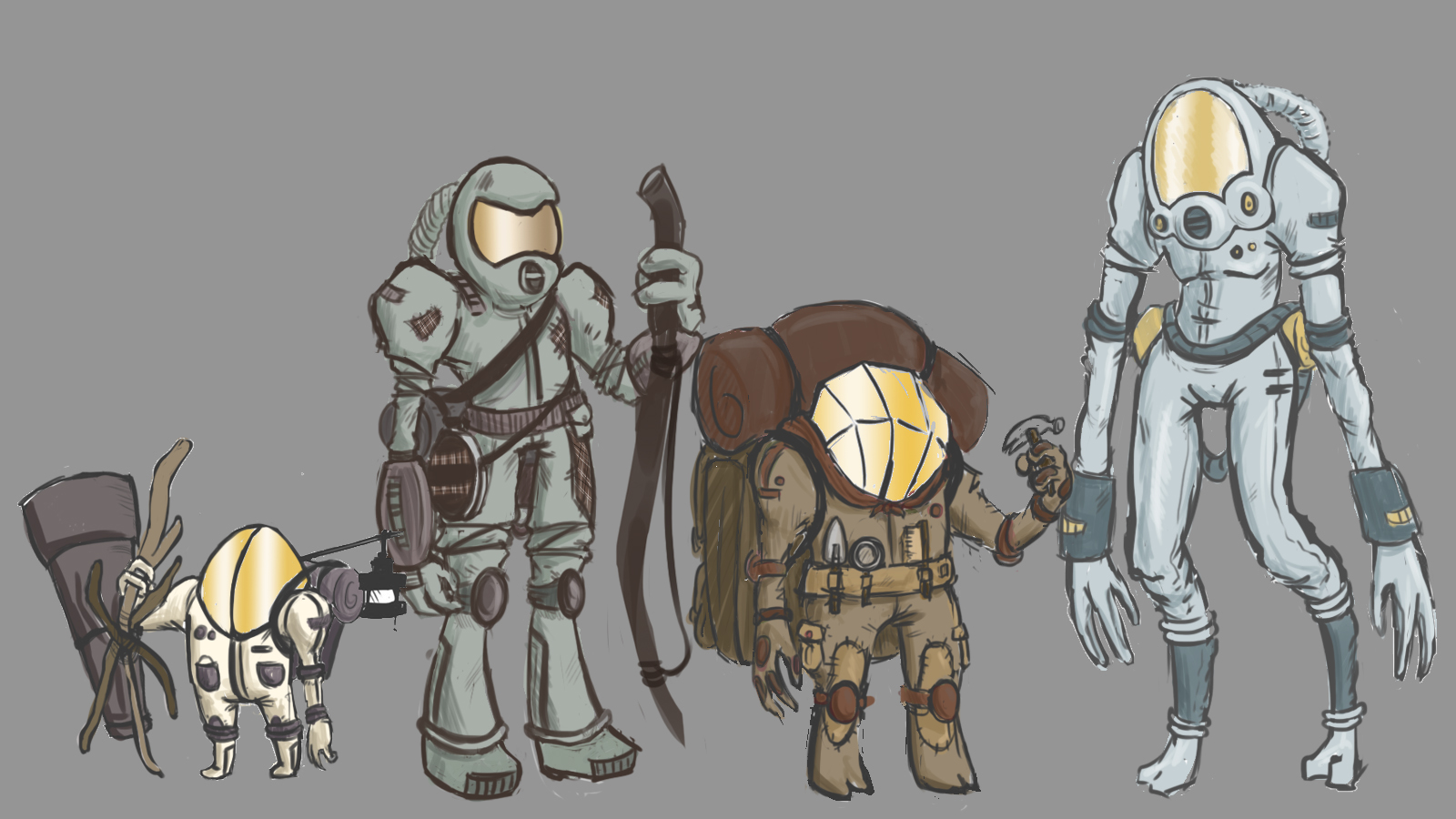
Concept art des personnages, vers 2012.

Les premiers membres de l'équipe de développement sont étudiants (université de Californie du Sud, Laguna College of Art and Design et l'Atlantic University College). En mars 2015, le jeu est encore en phase alpha et disponible en téléchargement gratuit sur le site web des développeurs.
Lors d'une journée dédiée à la présentation de jeux en développement au USC Interactive Media & Games Division (en) l'acteur Masi Oka, ancien programmeur et fondateur du studio de jeu vidéo Mobius Digital, découvre Outer Wilds à travers une version de démonstration. Enthousiasmé par le jeu, il décide d'embaucher toute l'équipe de développement dans sa société. Outer Wilds est le premier jeu financé via la plateforme de financement participatif centré sur les jeux vidéo, Fig, lancée en août 2015.
En mars 2018, Mobius Digital annonce avoir reçu un soutien financier de la part d'Annapurna Interactive, éditeur de jeu vidéo ayant racheté les droits à Fig,, et qu'une sortie prochaine du jeu est prévue. Plus tard en juin 2018, le studio confirme une sortie du jeu sur Xbox One en parallèle de celle sur PC. En décembre 2018, l'équipe de développement annonce que la sortie du jeu est repoussée à 2019.

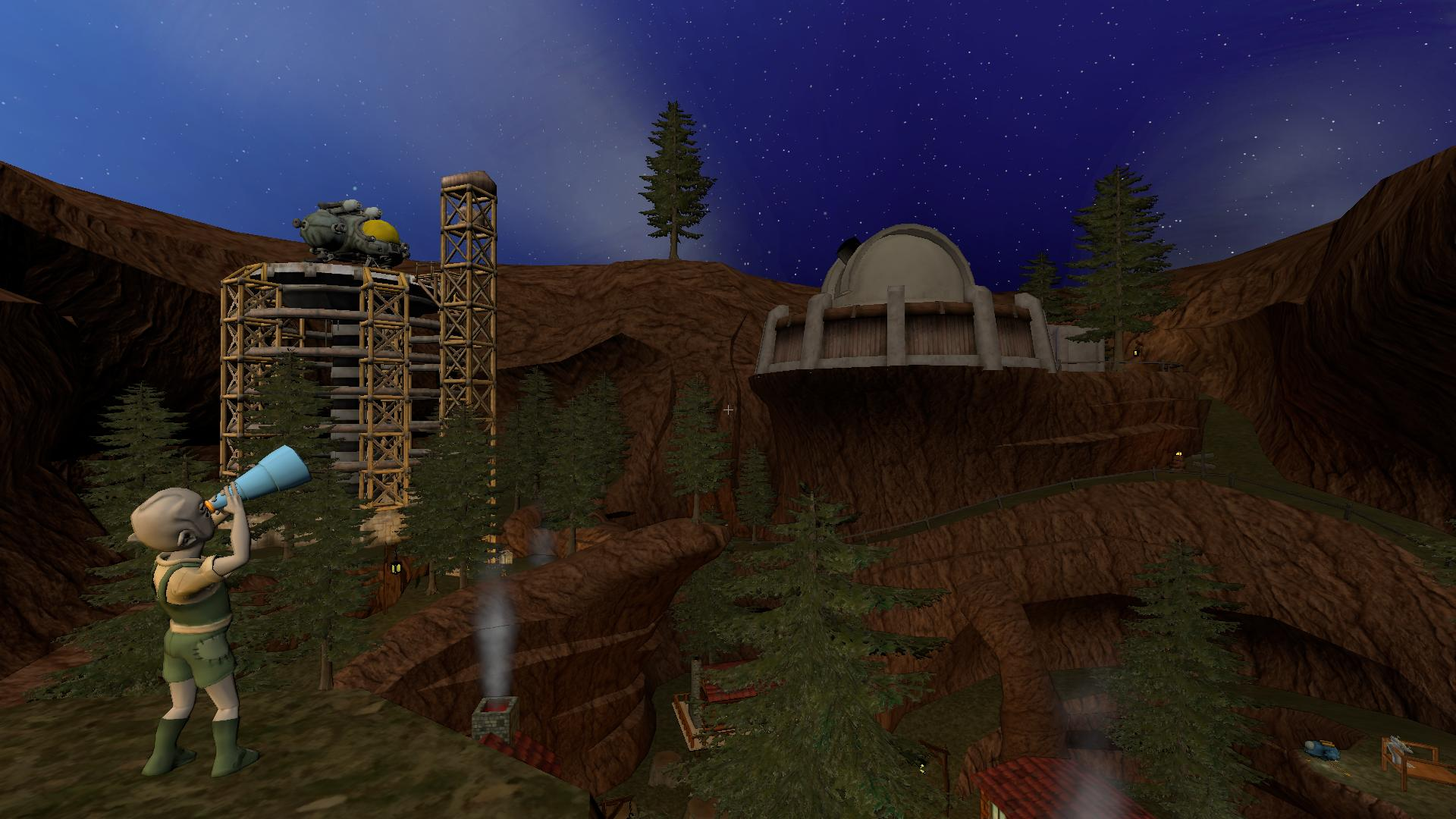
Observatoire de la planète de départ dans la version du jeu parue en 2015.
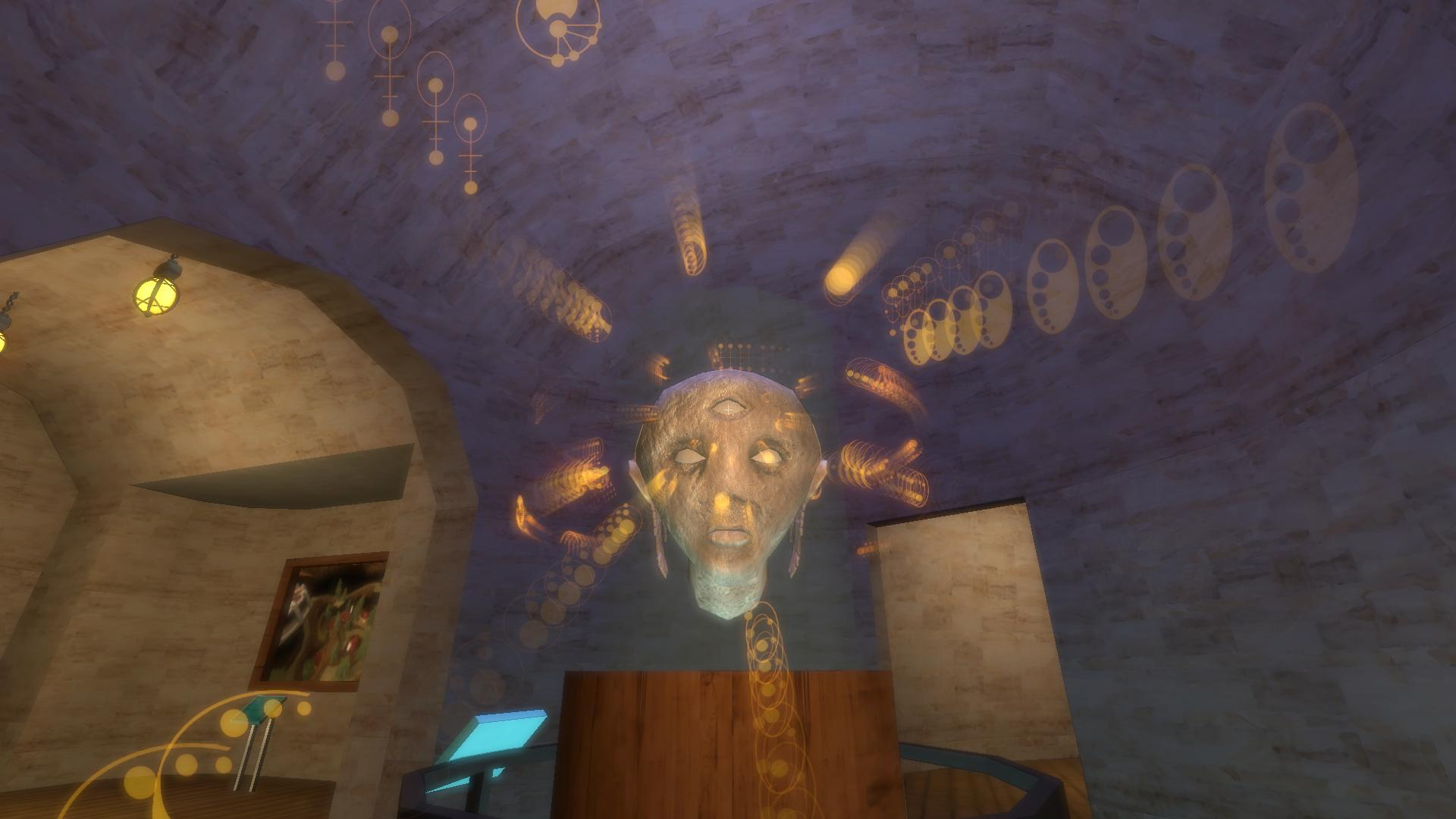
Statue nomaï dans la version du jeu parue en 2015.
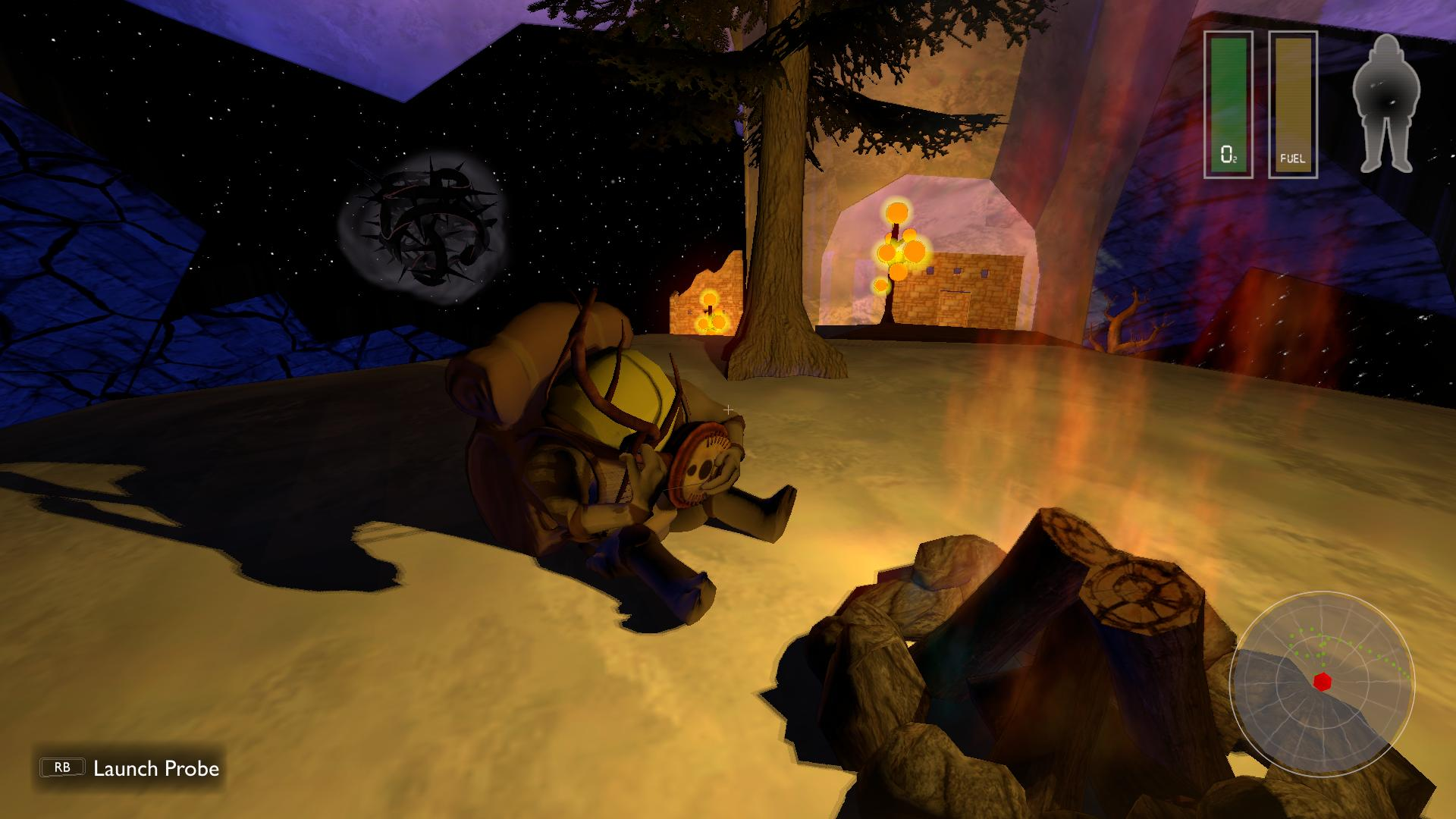
Un explorateur de l'observatoire se reposant au coin du feu dans la version du jeu parue en 2015.

### Sortie
En mai 2019, Mobius Digital annonce que le jeu profitera d'une sortie anticipée exclusive sur la plateforme Epic Games Store en échange d'un soutien financier supplémentaire. Cependant, il était initialement annoncé que les contributeurs du projet sur Fig recevraient des clés d'accès sur la plateforme concurrente Steam. Ces derniers doivent donc racheter une copie du jeu sur Epic Games Store pour profiter de cette sortie anticipée ou attendre une sortie sur Steam. Certains d'entre eux se plaingnent alors de cette annonce. D'autre part, Epic Games Store n'ayant pas de prise en charge pour machines Linux, ce changement laisse les utilisateurs Linux sans aucune option.
Outer Wilds sort sur Xbox One le 29 mai 2019 et le lendemain sur Windows,. Une version sur PlayStation 4 sort le 15 octobre 2019. Le 24 mars 2019, Annapurna Interactive annonce que la version Steam sortira le 18 juin 2020. En février 2021, un portage sur Nintendo Switch est annoncé pour une sortie à l'été 2021, mais cette version, qui sera intitulée « Édition Archéologue », est repoussée et sort officiellement le 7 décembre 2023.

### Commercialisation
En septembre 2020, Annapurna Interactive commercialise le jeu au format physique au sein d'une collection de huit titres qui ont fait le succès de la jeune structure d'édition :  Kentucky Route Zero, What Remains of Edith Finch, Gorogoa, Sayonara Wild Hearts, Telling Lies, Donut County et Wattam.
En 2022, le jeu est accessible gratuitement aux abonnés du service Game Pass.

## Accueil

### Critiques
Jérémy Satin, journaliste chez Jeuxvideo.com souligne la capacité du jeu à éveiller la curiosité du joueur : « Par un scénario original, qui plus est bourré d’humour, et grâce à un game design ingénieux basé sur la répétition d’une boucle temporelle de destruction, le titre encourage sans cesse le joueur à s’engager sur la voie de sa propre curiosité. »
Le critique américain Jason Schreier voit en Outer Wilds « le système d'exploration d'un jeu Metroid et la structure de Majora's Mask imbriqués avec l'émerveillement interstellaire de No Man's Sky et la structure narrative de Return of the Obra Dinn »,.

### Ventes
Il n'existe pas de chiffre de ventes officiel, mais en octobre 2023, le site Steam Spy estime qu'il y aurait entre un million et deux millions de propriétaires du jeu sur la plateforme d'achat en ligne Steam,.

### Distinctions
Outer Wilds remporte deux prix à l'Independent Games Festival de 2015 : le Grand Prix Seumas McNally et le prix d'excellence en Game design,. Il y reçoit également deux mentions honorables dans les catégories du prix Nuovo, qui récompense le jeu renversant le plus les conventions du medium, et d'excellence narrative. Le jeu remporte également trois BAFTA dont celui du meilleur jeu de l'année 2020. La même année, il remporte le Pégase du meilleur jeu indépendant étranger.
Il est également cité dans diverses cérémonies prestigieuses sans remporter de prix. Aux Game Awards 2019, il est ainsi nommé dans les catégories du meilleur jeu indépendant, de la meilleure réalisation, et du meilleur studio indépendant (« Fresh Indie Game »).
Le jeu apparaît à de multiples reprises dans les « listes de fin d'année » des meilleurs jeux 2019 établies par les plus prestigieux critiques, comme pour Jason Schreier de Kotaku, PC Gamer qui le nomme plus précisément « meilleur jeu d'aventure de l'année », GameSpot, ou Le Monde qui le classe 4e.

## ExtensionEchoes of the Eye
Echoes of the Eye est un DLC sorti le 28 septembre 2021 et se rapproche par aspects plus de l'horreur que le jeu de base. Les mécaniques de jeu de Outer Wilds sont conservées, en particulier son système de boucle temporelle et de découverte d'informations permettant de comprendre comment avancer dans le DLC,. Le DLC raconte sa propre histoire, mais celle-ci est intégrée à l'univers du jeu et permet de développer certains éléments de celui-ci, comme le jeu entre lumière et obscurité.

## Mods Outer Wilds
La publication du "Outer Wilds Mod Manager" sur Internet a permis la création de nombreux mods sur Outer Wilds, que ce soient des mods techniques, ou des mods narratifs.